# Dendropsophus riveroi
Espèce
Synonymes
- Hyla riveroi Cochran & Goin, 1970

Statut de conservation UICN

 LC  : Préoccupation mineure
Dendropsophus riveroi est une espèce d'amphibiens de la famille des Hylidae.

## Répartition
Elle se rencontre dans l'ouest du bassin de l'Amazone entre 100 et 200 m d'altitude, :
- en Colombie ;
- en Équateur ;
- au Pérou ;
- dans l'ouest du Brésil ;
- en Bolivie.

## Étymologie
Cette espèce est nommée en l'honneur de Juan Arturo Rivero.

## Publication originale
- Cochran & Goin, 1970 : Frogs of Colombia. United States National Museum Bulletin, no 288, p. 1-655. (texte intégral).